# Menstruatiecup

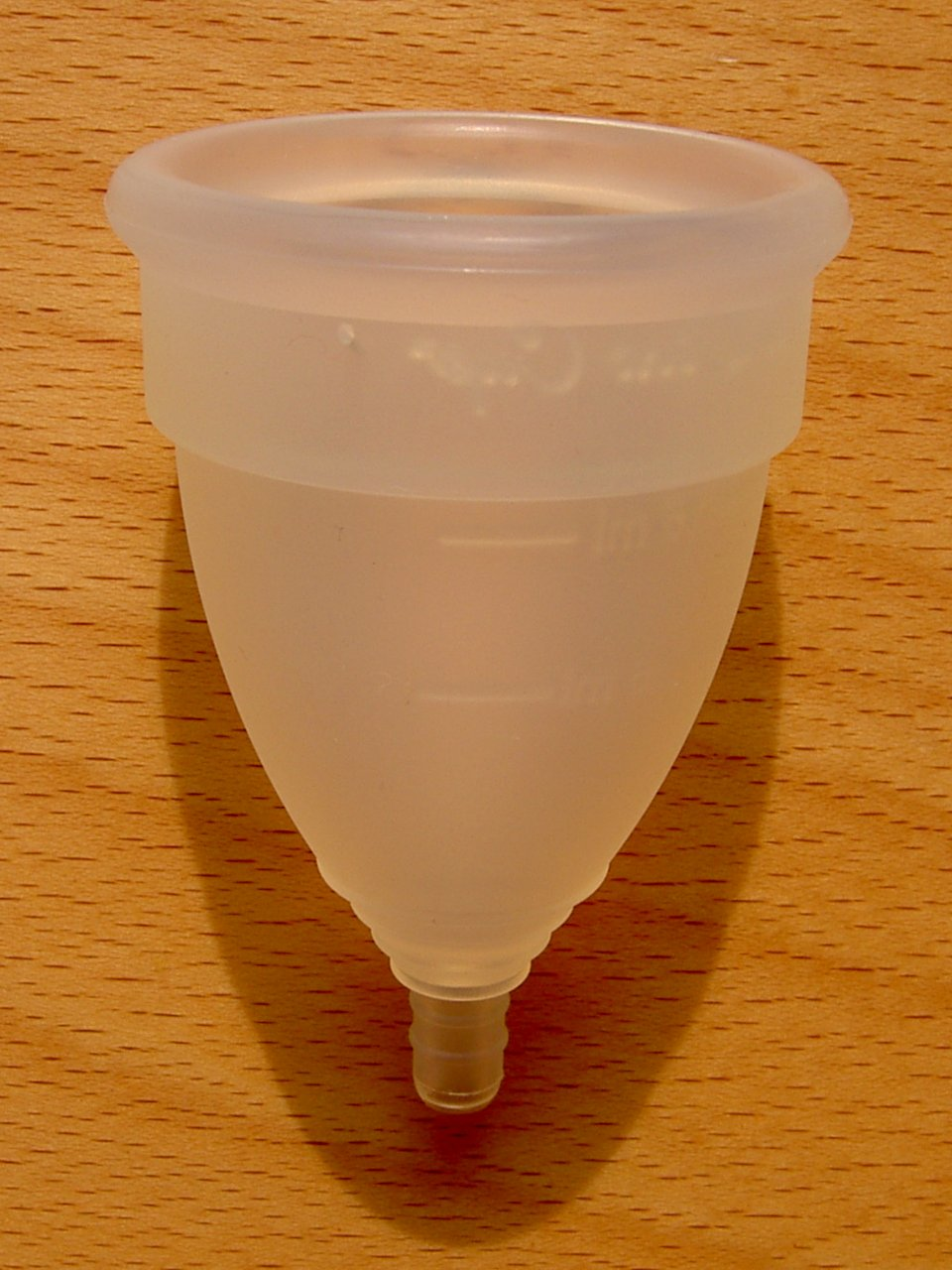
Een menstruatiecup van siliconen

Een menstruatiecup is een zacht kunststof kelkje dat tijdens de menstruatie in de vagina wordt ingebracht om het menstruatiebloed in op te vangen. Het is een alternatief voor het gebruik van maandverband of tampons tijdens de menstruatie. De eerste patenten van een menstruatiecup dateren uit 1867. De menstruatiecup zoals die in de eenentwintigste eeuw wordt gebruikt is rond 1937 uitgevonden. Er zijn diverse varianten in de handel. In tegenstelling tot tampons absorbeert de menstruatiecup geen vocht. Tijdens de menstruatie wordt alleen het vrijgekomen bloed opgevangen en uit het lichaam verwijderd. De vagina blijft hierdoor beter in balans (zie: Intiemhygiëne). Er zijn twee soorten cupjes: herbruikbare cupjes en wegwerpbare cupjes. De twee soorten verschillen in model en moeten op een andere manier ingebracht worden.

## Herbruikbare menstruatiecups

Het inbrengen van een menstruatiecup

Van de herbruikbare cups bestaan meestal twee maten. De verschillende maten hebben een (klein) verschil in diameter. Voor vrouwen ouder dan 30 jaar of vrouwen bevallen van een kind wordt meestal de grootste maat geadviseerd. Een uitzondering hierop is de Naturcup. Dit merk heeft ook een kleinere maat speciaal voor tieners tot 18 jaar. De werking van de cups berust op de bekkenbodemspieren, die de cup op zijn plaats houden. Naarmate een vrouw ouder wordt verslappen deze spieren. Een bevalling versnelt dit proces.
Om het inbrengen te vergemakkelijken kan de cup op verschillende manieren worden gevouwen.
De menstruatiecup is gemaakt van rubber, siliconen of TPE en lijkt op een bekertje met daaronder meestal een steeltje of een lus. Men vouwt het dubbel en brengt het vervolgens in in de vagina. De rand van de cup vormt een licht vacuüm met de omgeving van de baarmoedermond, zodat het daar functioneert als een soort opvangruimte voor het menstruatievocht.
Als het bekertje vol zit, moet men het verwijderen. Hiertoe plaatst men meestal een vinger langs de zijkant ervan en drukt men op de rand om de zuigkracht te verbreken. Middels het steeltje of het lusje (of door de cup bij de onderkant beet te pakken) kan de cup dan uit de vagina worden genomen. Daarna wordt de inhoud in het toilet gegoten, de cup wordt afgespoeld, eventueel gedroogd en opnieuw ingebracht.
Een menstruatiecup mag maximaal 12 uur achtereen onafgebroken worden gedragen.
Het grootste voordeel van de cup is dat deze, na zorgvuldig wassen, opnieuw kan gebruikt worden en dat zo een halt wordt toegeroepen aan de steeds groter wordende afvalberg veroorzaakt door tampons en maandverbanden. Een nadeel is dat het inbrengen en verwijderen in het begin lastig kan zijn. Het gebruik van een menstruatiecup is een nieuwe gewoonte aanleren.
Herbruikbare menstruatiecups kunnen probleemloos gedragen worden tijdens zwemmen en saunabezoek, maar moeten gewoonlijk verwijderd worden voor geslachtsgemeenschap.
De Keeper is gemaakt van natuurlijk rubber en de meeste andere herbruikbare cups van siliconen. Een uitzondering is de MeLuna die gemaakt wordt van TPE (Thermoplastisch Elastomeer).

## Menstruatiecups voor eenmalig gebruik
Plattere menstruatiecups, ook wel menstruatiediscs. In tegenstelling tot de andere menstruatiecups zijn de softcup en EaseCup bedoeld voor eenmalig gebruik, gemaakt van een flexibel zacht kunststof. Ook deze menstruatiecup absorberen niet en vangen het menstruatiebloed tijdens de menstruatie op. De cups of schijven (discs) worden net als een tampon inwendig in de vagina gedragen. De cup wordt in de vagina achter de baarmoedermond en het schaambeen geplaatst. De plaatsing is te vergelijken met die van een pessarium.
Het kunststof (mengsel uit polyethyleen en synthetische plastics) waarvan de menstruatie-disc gemaakt zijn bevat geen rubber of latex en zal dus geen allergische reacties oproepen.
De menstruatiediscs hebben geen steeltje voor verwijdering. Verwijderen gebeurt door een (wijs)vinger achter de rand te haken en de cup voorzichtig naar beneden te trekken. Een ander verschil met de harde menstruatiecups is dat deze zachtere menstruatiecups niet verwijderd hoeven te worden tijdens het vrijen. Ze beschermen niet tegen soa en zwangerschap.
Een menstruatiedisc is tijdens het dragen niet zichtbaar en is daarom geschikt voor bijvoorbeeld een saunabezoek. Ook kan de menstruatiedisc tijdens zwemmen en geslachtsgemeenschap gedragen worden.
De menstruatiedisc moet uiterlijk binnen 12 uur verwijderd worden en vervangen.

## Voordelen en nadelen van menstruatiecups
Redenen waarom vrouwen menstruatiecups zouden kunnen verkiezen boven andere menstruatieproducten zijn:
- velen ervaren een hoger comfort
- grotere capaciteit (minder vaak hoeven wisselen of legen)
- minder afval (bij gebruik van duurzame cups)
- lagere kosten (bij gebruik van duurzame cups)
- gemakkelijk bij zwemmen en andere sportactiviteiten
- er zijn geen gevallen van TSS bekend als gevolg van het gebruik
- niet chloorgebleekt
- geen voorraad nodig.

Nadelen van menstruatiecups kunnen zijn:
- Er is een leercurve.
- Niet iedereen vindt het prettig om iets in de vagina te dragen.
- Sommigen kunnen het schoonmaken als vervelend ervaren.
- Bij niet goed verbreken van het vacuüm kan het pijn doen bij het uithalen.
- Kan verschuiven na toiletgang, volle blaas of obstipatie (altijd controleren!).

## Geschiedenis
Een vroege versie van de klokvormige menstruatiecup werd gepatenteerd in 1932. Latere mentruatiecups werden gepatenteerd in 1935, 1937, en 1950. Wegwerpbare menstruatiecups van het merk Tassaway werden geïntroduceerd in de jaren 60, maar dit werd geen commercieel succes. Vroege menstruatiecups werden gemaakt van rubber; tegenwoordig zijn er modellen van rubber, siliconen en thermoplastisch elastomeer verkrijgbaar.
Vanaf 1987 werd een rubber menstruatiecup, The Keeper, geproduceerd in de Verenigde Staten. Dit bleek de eerste commercieel verantwoorde cup te zijn en deze wordt dan ook nog steeds geproduceerd. In Nederland werd de Keeper geïntroduceerd door moeder en dochter Verhulst.
De eerste cup van siliconen was de in het Verenigd Koninkrijk gefabriceerde Mooncup. Tegenwoordig bestaan de meeste cups uit siliconen, vanwege de hypoallergene eigenschappen.